# ستوك بورت (إنجلترا)
ستُوكْبُورت (بالإنجليزية: Stockport)‏ مدينة صناعــية ومركز للحـكم المحـلي في منطقة مانشستر الكبرى، بإنجلترا. عدد سكانها 276,800 نسمة. تقع ستوكبورت على نهر ميرسي، حيث يلتقي نهرا التيم وجويت، عند نقطة على بعد 10كم جنوبي مانشستر. تشمل صناعات ستوكبورت المتعددة الإلكترونيات والصناعات الهندسية، والأطعمة، واللدائن، والطباعة.
ستوك بورت هي بلدة كبيرة تابعة لمدينة مانشستر الكبرى في انجلترا. تقع ستوك بورت على ارض مرتفعة على بعد 7 اميال (11 كياومتر) جنوب شرق مركز مدينة مانشستر في النقطة التي يلتقي فيها نهري غويت وتايم ليشكلا نهر ميرسي.
تاريخيا كان جزء كبير من البلدة تابع لتششير لكن الجزء الشمالي لميرسي كان تابع للانكشير. في القرن السادس عشر كانت ستوك بورت بلدة صغيرة على الضفة الجنوبية لنهر ميرسي واشتهرت بزراعة القنب وصناعة الحبال. وفي القرن الثامن عشر تم إنشاء أول مصانع الحرير في الجزر البريطانية. الا ان مصانع القطن هي التي كانت مسيطرة على ستوك بورت في القرن التاسع عشر. ستوك بورت كانت تعتبر أهم مركز في البلاد لصناعة القبعات، ففي عام 1884 تم تصدير أكثر من 6 ملايين قبعة. واخر مصنع للقبعات في ستوك بورت تم اغلاقه عام 1997.
و جسر ستوك بورت هو شريان البلدة من الناحية الغربية حيث تم بنائه عام 1840، وهو طريق رئيسي يربط خط السكة الحديدية من مانشستر إلى بيرمنجهام ولندن فوق نهر ميرسي. وقد ظهر هذا المعلم في كثير من لوحات ل.اس. لوري.

## السكان
في احصاء عام 2001 بلغ عدد سكان ستوك بورت 136082. وبلغت الكثافة السكانية في ذلك العام 11.937 لكل ميل مربع (4.613 لكل كيلو مربع) وبلغت نسبة الإناث إلى الذكور 100:94. وبلغت نسبة غير المتزوجون ممن هم فوق 16 سنة 32% ونسبة المتزوجون 50%. وبلغ عدد منازل ستوك بورت 58687 منزل 33% منها يعيش فيها شخص واحد و 33% منها يعيش فيها زوجان و 9% يعيش فيها شخصين غير متزوجين و 10% يعيش فيها أحد الابوين مع الأطفال. وهذه النسب قريبة من النسب المسجلة في إنجلترا.
ومن هم ما بين 16-74 بلغت نسبة من هم لا يحملون مؤهل جامعي 29%. وعلى الرغم من ان احياء مثل ودفورد، وبرام هول وهازل غروف تصنف ضمن المناطق الأكثر ثراء في المملكة المتحدة، الا ان احياء مثل اجلي، وادزود وشو هيث وبريننغتون تعاني من الفقر.

## الاقتصاد
يتركز معظم النشاط التجاري في ستوك بورت في وسط البلدة حيث توجد فروع لمعظم الماركات العالمية في مركز ميرسي واي التجاري ومركز بيل. ومركز الترفيه الرئيسي يشمل على بركة سباحة اولمبية وسينما تحتوي على عشر شاشات ومقاهي وصالة بولينغ ومركز لياقة وعدة مطاعم. وبما ان ستوك بورت على بعد 6 اميال فقط (10 كيلومتر) من مانشستر فانها مناسبة للمتسوقين. لذلك تم إلغاء خطة مجلس البلدة لتطوير مركز البلدة بقيمة 500 ميلون جنيه استرليني. حيث انسحبت الشركة المقرضة من المشروع عقب الركود الاقتصادي. الا ان مركز بلدة ستوك بورت سوف يتغير في السنوات القادمة بانشاء مركز فيه مواقف متعددة الطوابق ومقاهي ومطاعم. وسوف يتغير ميرسي واي باضافة محلات جديدة وسينما ومطاعم ومقاهي.

## أهم المعالم
قاعة بلدة سنوك بورت والتي تم تصميمها من قبل السير الفرد بروم ول وهي عبارة عن قاعة رقص وصفها جون بيتجيمان بانها مذهلة حيث تحتوي على أكبر ارغن في بريطلنيا. وهنالك نصب الحرب ومعرض الفنون في الشارع الاغريقي مفابل قاعة البلدة.
قاعة اندر بانك وهي مبنى خشبي يعود للقرن السادس عشر وقد كان مقرا لعائلة اردم من بردبيري الذين حكموا حتى عام 1823. ومنذ عام 1824 تم استخدامه كبنك.
وبمحاذاة طريق ام 60 الرئيسي يوجد هرم ستوك بورت وهو بناء مميز تم تصميمه من قبل ماكسويل هتشنسون، وهو عبارة عن بناء اطاره من الفولاذ ومغطى بزجاج ازرق وزجاج شفاف من القمة وكان من المخطط ان يصبح هذا البناء المعلم الرئيسي لخطة التطوير لعام 1987. وقد بدا الإنشاء في بداية 1990 وتم الانتهاء في 1992 الا ان الانكماش الاقتصادي جعل المطورين يهجرون المشروع ويتحولون إلى الإدارة. وبقي المبنى مهجورا إلى عام 1995 حيث تم امتلاكه من بنك وتحويله إلى مركز اتصال.
متنزه فيرنون وهو المتنزه البلدي الرئيسي والذي يقع إلى الشرق باتجاه بردبيري. تم افتتاحه في 2 سبتمبر عام 1858 في ذكري معركة ألما في حرب القرم. وقد سمي المتنزه باسم اللورد فيرنون الذي أهدى الأرض للبلدة.

## توأمة
لستوكبورت اتفاقيات توأمة مع:
- بيزييه

## أعلام
- جاك كونور
- آدم لو فوندري
- جيم فرينش
- كايل بارتلي
- جيمي بولوك
- توم آينس
- جوزيف وايتوورث
- واين هاريسون
- ويندي هيلير
- ماري أوديت